# 1959 a jogalkotásban
1959-ben az alábbi jogszabályokat alkották meg:

## Magyarország

### Törvények (5)
- 1959. évi I. törvény 	 a Magyar Népköztársaság 1959. évi költségvetéséről
- 1959. évi II. törvény 	 a Magyar Tanácsköztársaság emlékének törvénybeiktatásáról
- 1959. évi III. törvény 	 a Magyar Népköztársaság 1958. évi költségvetésének végrehajtásáról szóló jelentés jóváhagyásáról
- 1959. évi IV. törvény 	 a polgári törvénykönyvről
- 1959. évi V. törvény 	 a Magyar Népköztársaság és a Kínai Népköztársaság között Pekingben, 1959. évi május hó 6. napján aláírt barátsági és együttműködési szerződés törvénybe iktatásáról

### Törvényerejű rendeletek (43)
- Forrás: Törvényerejű rendeletek teljes listája (1949 - 1989)
- 1959. évi 1. tvr. a Magyar Népköztársaság Kormánya és a Német Demokratikus Köztársaság Kormánya között a mezőgazdasági haszonnövények kártevői és betegségei elleni védekezés terén folytatandó együttműködés tárgyában, Budapesten, 1957. évi október hó 25. napján kötött egyezmény kihirdetéséről[1]  (jan. 8.)
- 1959. évi 2. tvr. a Magyar Népköztársaság Kormánya és a Jugoszláv Szövetségi Népköztársaság Kormánya között a fertőző betegségek megelőzése és leküzdése tárgyában Belgrádban, 1957. évi november hó 20. napján aláírt egyezmény kihirdetéséről (jan. 29.)
- 1959. évi 3. tvr. a Magyar Népköztársaság Kormánya és a Csehszlovák Köztársaság Kormánya között az állategészségügy terén történő együttműködésről Prágában, 1958. évi március hó 12. napján aláírt egyezmény kihirdetéséről (jan. 31.)
- 1959. évi 4. tvr. a Magyar Népköztársaság Kormánya és a Jugoszláv Szövetségi Népköztársaság Kormánya között az állatok, állati termékek és a fertőző állatbetegségek terjesztésére alkalmas tárgyak forgalma tárgyában Belgrádban, az 1957. évi május hó 25. napján kötött egyezmény kihirdetéséről (jan. 31.)
- 1959. évi 5. tvr. a mezőgazdasági lakosság általános jövedelemadójáról szóló tvr.ek módosításáról (febr. 15.)
- 1959. évi 6. tvr. a Tanácsköztársasági Emlékérem alapításáról (febr. 15.)
- 1959. évi 7. tvr. a mezőgazdasági termelőszövetkezetről és a termelőszövetkezeti csoportról (márc. 19.)
- 1959. évi 8. tvr. az orvosi rendtartásról (márc. 28.)
- 1959. évi 9. tvr. a Magyar Népköztársaság ügyészségéről (márc. 28.)
- 1959. évi 10. tvr. a mezőgazdasági lakosság általános jövedelemadójáról szóló tvr.-ek kiegészítéséről (márc. 28.)
- 1959. évi 11. tvr. az 1950. évi 18. tvr. hatályon kívül helyezéséről és az 1953. évi 17. határozat módosításáról (ápr. 3.)
- 1959. évi 12. tvr. részleges közkegyelem gyakorlásáról (ápr. 3.)
- 1959. évi 13. tvr. a Magyar Népköztársaság Kormánya és a Lengyel Népköztársaság Kormánya között az egészségügyi együttműködés tárgyában Budapesten, 1958. évi május hó 8. napján aláírt egyezmény kihirdetéséről (ápr. 22.)
- 1959. évi 14. tvr. egyes orvosok munkaviszonyáról (máj. 1.)
- 1959. évi 15. tvr. a mezőgazdasági termelőszövetkezetek tagjainak kötelező kölcsönös nyugdíj-biztosításáról szóló 1957. évi 65. tvr. egyes rendelkezéseinek módosításáról és kiegészítéséről (máj. 1.)
- 1959. évi 16. tvr. egyes mezőgazdasági akadémiák és kutató intézetek összevonásáról (máj. 1.)
- 1959. évi 17. tvr. a sajtójogi büntető rendelkezésekről (máj. 1.)
- 1959. évi 18. tvr. az adócsalás bűntettéről és a pénzügyi szabálysértésre vonatkozó  rendelkezések módosításáról (máj. 1.)
- 1959. évi 19. tvr. a Magyar Népköztársaság és a Román Népköztársaság között a polgári, családjogi és bűnügyi jogsegély tárgyában Bukarestben 1958. évi október hó 7. napján aláírt szerződés kihirdetéséről (máj. 6.)
- 1959. évi 20. tvr. a Magyar Népköztársaság Kormánya és a Jugoszláv Szövetségi Népköztársaság Kormánya között állampolgáraik szociális biztonságával kapcsolatos kérdések rendezése tárgyában Budapesten, az 1957. évi október hó 7. napján kötött egyezmény kihirdetéséről (máj. 9.)
- 1959. évi 21. tvr. az 1955. évi 31. tvr. módosításáról [a Nehézipari Műszaki Egyetem soproni részlegének megszüntetése] (máj. 26.)
- 1959. évi 22. tvr. a termelőszövetkezeti pártoló tagságról (máj. 26.)
- 1959. évi 23. tvr. a szőlő-, gyümölcs- és borgazdálkodásról (máj. 26.)
- 1959. évi 24. tvr. a mezőgazdasági nagyüzemi gazdálkodásra alkalmas területek kialakításáról (máj. 30.)
- 1959. évi 25. tvr. az Állami Egyházügyi Hivatal felállításáról (jún. 2.)
- 1959. évi 26. tvr. a honvédelmi hozzájárulásról[2] (júl. 5.)
- 1959. évi 27. tvr. a Magyar Népköztársaság és a Bolgár Népköztársaság között a kettős állampolgárságú személyek állampolgárságának rendezéséről Szófiában, 1958. június 27-én aláírt egyezmény kihirdetéséről[3] (júl. 11.)
- 1959. évi 28. tvr. a Magyar Népköztársaság és a Bolgár Népköztársaság között Szófiában, 1958. évi június hó 27. napján aláírt konzuli egyezmény kihirdetéséről[3] (júl. 11.)
- 1959. évi 29. tvr. a tankötelezettségről és az általános iskoláról szóló 1951. évi 15. tvr. módosításáról (júl. 25.)
- 1959. évi 30. tvr. az 1960. évi népszámlálásról (júl. 25.)
- 1959. évi 31. tvr. a községi és városi tanácsok legeltetési bizottságairól szóló 1955. évi 10. tvr. kiegészítéséről (júl. 25.)
- 1959. évi 32. tvr. a Magyar Népköztársaság és az Osztrák Köztársaság között a határvidék víz-gazdálkodási kérdéseinek szabályozása tárgyában Bécsben, az 1956. évi április hó 9. napján aláírt egyezmény kihirdetéséről (szept. 17.)
- 1959. évi 33. tvr. az ipari termékek minőségének büntetőjogi védelméről (szept. 17.)
- 1959. évi 34. tvr. a földművelésügyi miniszter felügyelete alá tartozó egyetemeken folyó aspiráns-képzésről (okt. 3.)
- 1959. évi 35. tvr. a tanácsok községfejlesztési munkájának elősegítéséről (okt. 25.)
- 1959. évi 36. tvr. a szabálysértési eljárás egyes kérdéseiről (okt. 27.)
- 1959. évi 37. tvr. a Magyar Népköztársaság és a Román Népköztársaság között Budapesten, az 1959. évi március hó 18. napján aláírt konzuli egyezmény kihirdetéséről (okt. 27.)
- 1959. évi 38. tvr. a Magyar Népköztársaság és a Lengyel Népköztársaság között, a szociálpolitika terén történő együttműködés tárgyában Varsóban, az 1959. évi február hó 14. napján kötött egyezmény kihirdetéséről (nov. 17.)
- 1959. évi 39. tvr. a büntetett előélethez fűződő hátrányok alóli törvényi mentesítés (rehabilitáció) kiterjesztéséről (nov. 29.)
- 1959. évi 40. tvr. a Magyar Népköztársaság és a Lengyel Népköztársaság között Varsóban, az 1959. évi május hó 20. napján aláírt konzuli egyezmény kihirdetéséről (dec. 6.)
- 1959. évi 41. tvr. a Magyar Népköztársaság és a Csehszlovák Köztársaság között szociálpolitikai együttműködésről Budapesten az 1959. évi január hó 30. napján kötött egyezmény kihirdetéséről (dec. 13.)
- 1959. évi 42. tvr. a Magyar Népköztársaság és a Csehszlovák Köztársaság között Prágában, az 1959. évi március hó 27. napján aláírt konzuli egyezmény kihirdetéséről (dec. 20.)
- 1959. évi 43. tvr. a bírósági titkárról (dec. 20.)

### Kormányrendeletek  (51)
- 1/1959. (I. 3.) Korm. rendelet A Magyar Népköztársaság területén külföldi rendszámmal közlekedő és a külföldre távozó belföldi rendszámú gépjárművek kötelező szavatossági biztosításáról[4]
- 2/1959. (I. 3. ) Korm. rendelet Az állami szervek magánszemélyektől történő árubeszerzéseiről, valamint ingatlanvásárlásairól[4]
- 3/1959. (I. 6.) Korm. rendelet  A családfenntartó sorkötelesek szolgálathalasztásáról, továbbá a sorkatonai szolgálatot teljesítő személyek hozzátartozóinak segélyben, illetőleg egyes kedvezményekben való részesítéséről.[5]
- 4/1959. (??) Korm. rendelet
- 5/1959. (??) Korm. rendelet
- 6/1959. (??) Korm. rendelet
- 7/1959. (??) Korm. rendelet
- 8/1959. (II. 12.) Korm. rendelet a kozmetikai készítmények előállításáról és forgalomba hozataláról
- 9/1959. (??) Korm. rendelet
- 10/1959. (??) Korm. rendelet
- 11/1959. (??) Korm. rendelet
- 12/1959. (??) Korm. rendelet
- 13/1959. (??) Korm. rendelet
- 14/1959. (??) Korm. rendelet
- 15/1959. (III. 27.) Korm. rendelet A Magyar Forradalmi Munkás-Paraszt Kormány 15/1959. (III. 27.) számú rendelete a három vagy ennél több gyermeket eltartó dolgozók és az egyedülálló dolgozó nők családi pótlékának emeléséről.
- 16/1959. (??) Korm. rendelet
- 17/1959. (IV. 6.) Korm. rendelet A Magyar Forradalmi Munkás-Paraszt Kormány 17/1959. (IV. 6.) számú rendelete az 1959—60. években végrehajtandó országos gyümölcsfaösszeírásról
- 18/1959. (??) Korm. rendelet
- 19/1959. (??) Korm. rendelet
- 20/1959. (??) Korm. rendelet
- 21/1959. (??) Korm. rendelet
- 22/1959. (??) Korm. rendelet
- 23/1959. (??) Korm. rendelet
- 24/1959. (??) Korm. rendelet
- 25/1959. (??) Korm. rendelet
- 26/1959. (V. 1.) Korm. rendelet a sajtóval kapcsolatos egyes kérdésekről [halott link]
- 27/1959. (??) Korm. rendelet
- 28/1959. (??) Korm. rendelet
- 29/1959. (??) Korm. rendelet
- 30/1959. (V. 10.) Korm. rendelet a gépjárművek kötelező szavatossági biztosításáról
- 31/1959. (V. 26.) Korm. rendelet az egyszerűbb mezőgazdasági szövetkezetekről
- 32/1959. (V. 26.) Korm. rendelet a mezőgazdasági termelőszövetkezetek, a termelőszövetkezeti csoportok és az egyszerűbb szövetkezetek működése engedélyezésével kapcsolatos eljárás
- 33/1959. (VI. 2.) Korm. rendelet az Állami Egyházügyi Hivatal felállításáról szóló 1959. évi 25. tvr. végrehajtására
- 34/1959. (??) Korm. rendelet
- 35/1959. (VII. 5.) Korm. rendelet A tanácsok községfejlesztési munkájának szabályozására vonatkozó egyes rendelkezések módosításáról[2]
- 36/1959. (??) Korm. rendelet
- 37/1959. (VII. 25.) Korm. rendelet a legelő és apaállat gazdálkodási feladatok ellátásának rendezéséről
- 48/1959. (XII. 23.) Korm. rendelet A levonásos jövedelemadó fizetésére kötelezett személyek által fizetendő községfejlesztési hozzájárulás mértékének megállapításáról .[6]
- 49/1959. (XII. 30.) Korm. rendelet a mezőgazdasági lakosság általános jövedelemadója 1960. évi tételeinek megállapításáról[7]
- 50/1959. (XII. 30.) rendelet a gyógyszertárak, raktárak, telephelyek és üzlet- helyiségek céljára történő kisajátításról[7]
- 51/1959. (XII. 31.) Korm. rendelet  Az orvosi rendtartásról szóló 1959. évi 8. számú törvényerejű rendelet hatálybaléptetéséről és végrehajtásával kapcsolatos egyes rendelkezésekről[8]

### Kormányhatározatok
- 1001/1959. (I. 3.) Korm. határozat A fővárosi, megyei, megyei jogú városi tanácsok vb. elnökei, elnökhelyettesei és titkárai megválasztásának jóváhagyásáról[4]
- A Magyar Forradalmi Munkás-Paraszt Kormány 3.004/1/1959. (II. 1.) számú határozata  a termelőszövetkezetek gazdasági megerősítéséről és a termelőszövetkezeti mozgalom fejlesztéséről

### Miniszteri rendeletek
- 1/1959. (I. 3.) BkM rendelet Az élő és vágott baromfi és a tojás árának és beszerzésének szabályozásáról[4]
- 1/1959. (I. 6.) PM rendelet A sorsolás útján történő ingatlanszerzés illetékmentességéről, a magániparosok és kereskedők egyes okiratai, valamint az elhelyezési eljárás és egyes hagyatéki és közjegyzői eljárások illetékéről[9]
- 1/1959. (I. 8.) MüM rendelet A röntgen- és radiológiai anyagvizsgálók szakképesítéséről[1]
- 2/1959. (I. 25.) FM—ÁH rendelet A Phylaxia Állami Oltóanyagtermelő Intézet készítményeinek ára
- 3/1959. (I. 25.) FM—ÁH rendelet A baromfi-tenyésztojás termelői és a géppel keltetett napos baromfi fogyasztói árának megállapítása
- 4/1959. (I. 25.) FM—ÁH rendelet A takarmányárpa vetőmag bruttó termelői, nagykereskedelmi és fogyasztói árának
- 1/1959. (II. 3.) IM rendelet a vállalati jogtanácsos (jogi előadó) helyettesítési díjáról
- 2/1959. (III. 8.) IM rendelet a büntetőeljárás során kirendelt védő díjáról és költségeiről
- 4/1959. (IV. 26.) IM rendelet a 7/1958. (VIII. 17.) IM számú rendelet kiegészítéséről
- 5/1959. (V. 6.) IM rendelet a Budapesten 1958. évi október hó 7. napján kelt magyar—román polgári, családjogi és bűnügyi jogsegély-szerződés végrehajtásáról
- 4/1959. (V. 20.) BkM rendelet a gyógynövény szaküzletekről
- 16/1959. (V. 30.) FM rendelet A mezőgazdasági nagyüzemi gazdálkodásra alkalmas területek kialakításának végrehajtása
- 17/1959. (VI. 30.) PM rendelet  a gépjárművek kötelező szavatossági biztosításáról szóló 30/1959. (V. 10.) Korm. számú rendelet végrehajtásáról[10]
- 18/1959. (VI. 30.) PM rendelet Az ügyvédi tevékenységből származó jövedelem adóztatásáról.
- 8/1959. (VI. 30.) BkM — ÁH együttes rendelet A szállodákban (penziókban) érvényesíthető árak és díjak megállapításáról szóló 1/1957. (V. 15.) Bk. M.— Á. H. számú rendelet módosításáról
- 1/1959. (VII. 1.) PM — Élm. M. együttes rendelet a pálinkafőzésről[11]
- 4/1959. (VII. 7.) Kip.M. rendelet  A kendőfestő és a kötöttáru készítő kisiparosok vásározó tevékenységének szabályozásáról[12]
- 6/1959. (VII. 7.) Élm.M rendelet Az élelmiszerekre és italokra vonatkozó minőségi bizonyítványokról
- 3/1959. (VII. 7.) EüM rendelet A közforgalmú gyógyszertári dolgozók leltárhiányért fennálló anyagi felelősségéről szóló 7/1958. (XII. 23.) Eü. M. számú rendelet módosításáról
- 2/1959. (VII. 11.) BM —KPM rendelet Új gépjárművezetői igazolványok kiadásáról[3]
- 7/1959. (VII. 11.) Élm.M. rendelet A márkázott és az „oltalmazott minőségű” élelmiszerekről, italokról, dohány-, kozmetikai és háztartási vegyipari cikkekről
- 7/1959. (XII. 20.) IM rendelet a bírósági titkár hatásköréről
- 26/1959. (XII. 23.) PM rendelet 30, 200 és 500 forintos címletű illetékbélyegek forgalomba bocsátásáról[6]
- 15/1959. (XII 23.) Müm rendeletaz üdültetés egyes kérdéseinek rendezéséről szóló jogszabályok végrehajtása tárgyában kiadott 4/1959. (IV. 19.) Mü. M. számú rendelet módosításáról[6]
- 7/1959. (XII. 23.) EüM rendelet  A rovar- és rágcsálóírtószerek, valamint a rovarriasztószerek forgalmáról és felhasználásáról[6]
- 1/1959. (XII. 30.) IM - PM — MüM együttes rendelet az ügyvédi-jogtanácsosi vizsga díjáról[7]
- 27/1959. (XII. 30.) PM rendelet a jövedelemadóra vonatkozó egyes rendelkezések módosításáról[7]
- 1/1959. (XII. 30.) 0T— ÉM együttes rendelet a központi fűtő- és melegvízszolgáltató berendezések kezelői részére tanfolyam szervezéséről szóló 10.920/1950. (IX. 23.) O. T. számú rendelet hatályon kívül helyezéséről[7]
- 9/1959. (XII. 30.) KipM rendelet Egyes ács és kőműves kisiparosok részére előírt mestervizsga határidejének meghosszabbításáról
- 7/1959. (XII. 30.) KPM rendeletA Távíró Üzletszabályzat egyes rendelkezéseinek módosításáról és kiegészítéséről
- 8/1959. (XII. 31.) EüM rendelet Az orvosi rendtartásról szóló 1959. évi 8. számú törvényerejű rendelet, valamint az annak hatálybaléptetéséről szóló 51/1959. (XII. 31.) Korm. számú rendelet végrehajtásáról[8]